# Chito
El chito, en català palet, la tella, joca, l'estràngol, calitx, canut i tànguit, a les Balears rèbol o bètol, també conegut en espanyol com a tuta, tángana, tángano, tango, tanga o tanguilla, és un joc popular de diverses zones d'Espanya, incloent-hi les Illes Canàries. El mot chito ja apareix als Furs de Madrid de 1202, consisteix en llançar un disc metàl·lic (tejo, tostón, chanflo o doblón) o peces de moneda o objectes de valor damunt o darrere o contra un cilindre posat dret (el palet, el rabassell o la joca, en castellà: chito, tuta, tanga o tarusa), situat a una certa distància, generalment uns 20 metres, per tal de separar els diners del palet. Aquell qui aconsegueix que els diners restin més prop de la tella que del palet, guanya aquells diners.
Sobre el chito es col·loca una moneda o xapa. Per a puntuar cal fer caure el chito; si la moneda resta més a prop del chito que del tejo s'obté la puntuació mínima, mentre que si la moneda és més a prop del tejo que del chito s'obté la puntuació més alta.